# Этноматематика
Этноматематика — математическая система, представляющая собой совокупность математических идей, понятий, навыков, созданная в рамках не академической математики, а национальной культуры. Также этим термином обозначается раздел науки, изучающий такие системы.

## Основные принципы
Каждое общество создаёт присущие ему элементы культуры, следовательно, и свою математическую систему.
Изучение счёта, названий и способов записи чисел у различных племён помогли понять, как развивалась математика, какие математические понятия появились первыми, каким образом человек перешёл от конкретных проблем к абстрактной математике.
Термин «этноматематика» был впервые использован бразильским математиком и педагогом Убиратаном Д’Амброзио в 1977 году в лекции для Американской Ассоциации содействия развитию науки (США); дальнейшее развитие этот термин получил на пятом конгрессе ICME в Аделаиде в 1984 году. По замыслу, в школах должны были уделять больше времени изучению математики не только европейской, но и других культур.

## Примеры
- В конце 1980-х годов профессор Гвида де Абреу изучила математические методы, которые применяли крестьяне на северо-востоке Бразилии. Погрешность этих методов препятствовала внедрению новых аграрных технологий. Площади треугольников крестьяне вычисляли как произведение среднего арифметического длин двух сторон треугольника на половину третьей, то есть по формуле {\displaystyle (x+y)z\div 4}
- Русские крестьяне считали без таблицы умножения, путём постоянных удвоений. Позже было обнаружено, что сходным методом пользовались древние египтяне.
- Гэй и Коул, проводя исследование, доказали, что представители народа кпелле (Либерия) точнее оценивают число камней в кучках разной величины, чем студенты Йельского университета.

## Исследователи
- Убиратан Д’Амброзио (Бразилия) — доктор математики в университете Сан-Паулу, преподаватель математики.
- Алан Джей Бишоп (Соединённое Королевство) — математик-исследователь, почётный профессор австралийского университета Монаша. За свои новаторские исследования о связи математики и культуры награждён медалью имени Феликса Клейна.
- Клаудия Заславски (США) — американский педагог и этноматематик. Исследовала связи математики и мировой культуры. Известна её новаторская книга «Africa Counts» (Африка Считает).
- Паулус Жердес (Мозамбик)
- Марсия Ашер (США)

### Книги
- Альберти, Микель. Математическая планета. Путешествие вокруг света. — ДеАгостини, 2014. — (Мир математики). — ISBN 978-5-9774-0682-6.
- Ascher, Marcia. Ethnomathematics: A Multicultural View of Mathematical Ideas. — Pacific Grove, Calif., 1991. — ISBN 0-412-98941-7.
- Closs, Michael P. Native American Mathematics. — Austin: University of Texas Press, 1996. — ISBN 0-292-75537-1.
- Crowe, Donald W. Geometric symmetries in African art. — 1973.
- Eglash, Ron. African Fractals: Modern Computing and Indigenous Design. — New Brunswick, New Jersey,  London: Rutgers University Press, 1999. — ISBN 0-8135-2613-2. — ISBN 0-8135-2614-0.
- Goetzfridt, Nicholas J. Pacific Ethnomathematics: A Bibliographic Study. — Honolulu: University of Hawai'i Press, 2008. — ISBN 978-0-8248-3170-7.
- Harrison, K. David. When Languages Die: The Extinction of the World's Languages and the Erosion of Human Knowledge (англ.). — New York, London: Oxford University Press, 2007.
- Joseph, George Gheverghese. The Crest of the Peacock: Non-European Roots of Mathematics. — 2000. — ISBN 0-6911-3526-6. — ISBN 978-0-6911-3526-7.
- Menninger, Karl. Zahlwort und Ziffer: eine Kulturgeschichte der Zahl.
- Menninger, Karl. Number Words and Number Symbols. — 1969.
- Zaslavsky, Claudia. Africa Counts: Number and Pattern in African Culture. — Chicago: Lawrence Hill Books. — ISBN 1-55652-350-5.
- Zaslavsky, Claudia. Count On Your Fingers African Style. — 1999. — ISBN 0-86316-250-9.

### Статьи
- Huylebrouck, Dirk. Математика племён центральной Африки (англ.). Архивировано 7 февраля 2012 года.
- D'Ambrosio. Literacy, Matheracy, and Technoracy A Trivium for Today.  Mathematical Thinking and Learning. — 1999.
- Berczi, Szaniszó. Katachi U Symmetry in the Ornamental Art of the Last Thousands Years of Eurasia (англ.). — 2000.
- Eglash, R., Bennett, A., O'Donnell, C., Jennings, S., Cintorino, M. Culturally Situated Design Tools: Ethnocomputing from Field Site to Classroom.

### Критика
- Архивная копия от 5 августа 2016 на Wayback Machine
- Архивная копия от 6 августа 2016 на Wayback Machine